# Joanna-Maria Praml
Joanna-Maria Praml (* 14. Juni 1980 in Offenbach am Main) ist eine deutsch‐französische Schauspielerin, Hörspielsprecherin, Regisseurin, Autorin und Coachin. Sie arbeitete unter anderem bereits mit dem Theater an der Parkaue, dem Düsseldorfer Schauspielhaus, dem Staatsschauspiel Dresden und dem Deutschen Theater Berlin zusammen.

## Leben
Praml ist die Tochter von Willy Praml. Der Musiker Gregor Praml ist ihr Bruder.
Nach ihrer Schauspielausbildung war sie zwei Jahre ein festes Ensemblemitglied am Hessischen Landestheater Marburg. Seit 2007 arbeitet sie als Regisseurin und entwickelt dabei mithilfe von Recherchearbeiten Stücke zu unterschiedlichen Themen. Die Stücke werden sowohl von nicht professionellen Darstellern (zum Beispiel an der Bürger:Bühne Dresden) als auch von Schauspielern aufgeführt.
Ihre Inszenierungen Romeo und Julia sowie Wenn du nicht mehr da bist wurden mehrfach ausgezeichnet und zum Theatertreffen der Jugend 2013 und 2014 eingeladen.
Für die Inszenierung Ein Sommernachtstraum am Düsseldorfer Schauspielhaus wurde sie für den Deutschen Theaterpreis Der Faust 2017 in der Kategorie „Regie“ nominiert.
Ihre Inszenierung Peer Gynt am Staatsschauspiel Dresden wurde zum „AUGENBLICK MAL!“-Festival 2025 eingeladen.
Nach eigenen Angaben arbeitet sie zudem als systemische Coachin.
Zudem übernahm sie die deutsche Synchronisation für die Rolle der Clotilde in dem Film Grand Budapest Hotel von Wes Anderson.
Praml ist Mutter von zwei Jungen.

## Filmografie (Auswahl)
- 2008: Tatort: Waffenschwestern
- 2007: Die Anruferin
- 2006: Lieben

## Hörspiele (Auswahl)
- 2012: Janosch: Post für den Tiger (2. Teil: Endlich ein Brief) (Maus) – Regie: Thomas Werner (Hörspielbearbeitung, Kinderhörspiel – WDR)[6]
- 2012: Janosch: Oh, wie schön ist Panama (1. Teil: Eine Kiste, die nach Bananen riecht) (Maus) – Regie: Thomas Werner (Hörspielbearbeitung, Kinderhörspiel – WDR)[7]
- 2010: Thom Kubli: Bakunin Boys. Zero Gravity ist das neue Jetzt (Sprecherin 2) – Regie: Thom Kubli (Original-Hörspiel – WDR)[8]
- 2010: Thilo Reffert: Nebenwirkung – Tom Felskis zweiter Fall (Jette Hinrich) – Regie: Thomas Leutzbach (Original-Hörspiel, Kriminalhörspiel – WDR)[9]
- 2008: Evrim Sen, Denis Moschitto: Poke (Sitzerschaft 4/Stimme C) – Regie: Thomas Leutzbach (Original-Hörspiel, Kriminalhörspiel – WDR)[10]
- 1999: Vladimir Nabokov: Lolita (2. Teil: Heimatloses Kind) (Brünett) – Bearbeitung und Regie: Walter Adler (Hörspielbearbeitung – WDR)[11]

## Inszenierungen (Auswahl)
- 2024: Romeo und Julia nach William Shakespeare von Joanna Praml, Staatstheater Nürnberg[2]
- 2023: Peer Gynt in einer Fassung von Joanna Praml und Dorle Trachternach, Staatsschauspiel Dresden[12]
- 2023: Nathan von Joanna Praml, Deutsches Theater Berlin[13]
- 2022: Making of Shakespeare von Joanna Praml, Düsseldorfer Schauspielhaus[13]
- 2021: Leonce und Lena in einer Fassung von Joanna Praml und Dorle Trachternach, Staatsschauspiel Dresden[14]
- 2020: Die Räuber von Joanna Praml, Deutsches Theater Berlin[13]
- 2019: Was ihr wollt von Joanna Praml, Düsseldorfer Schauspielhaus[13]
- 2018: Typisch Jenny! ein Experiment mit der 8c von Joanna Praml, Staatsschauspiel Dresden[15]
- 2017: Frühlings Erwachen von Joanna Praml, Düsseldorfer Schauspielhaus[13]
- 2017: Wer wir sind von Joanna Praml, Staatstheater Kassel[13]
- 2016: Ein Sommernachtstraum von Joanna Praml, Düsseldorfer Schauspielhaus[13]
- 2015: Menschen im Hotel von Joanna Praml, Vagantenbühne Berlin[16]
- 2014: Tigermilch (Stefanie de Velasco) in einer Fassung von Joanna Praml, Theater an der Parkaue[13]
- 2013: Wenn du nicht mehr da bist von Joanna Praml, Theater an der Parkaue[13]
- 2012: Romeo und Julia von Joanna Praml, Theater an der Parkaue[13]